# Sac (futbol americà)

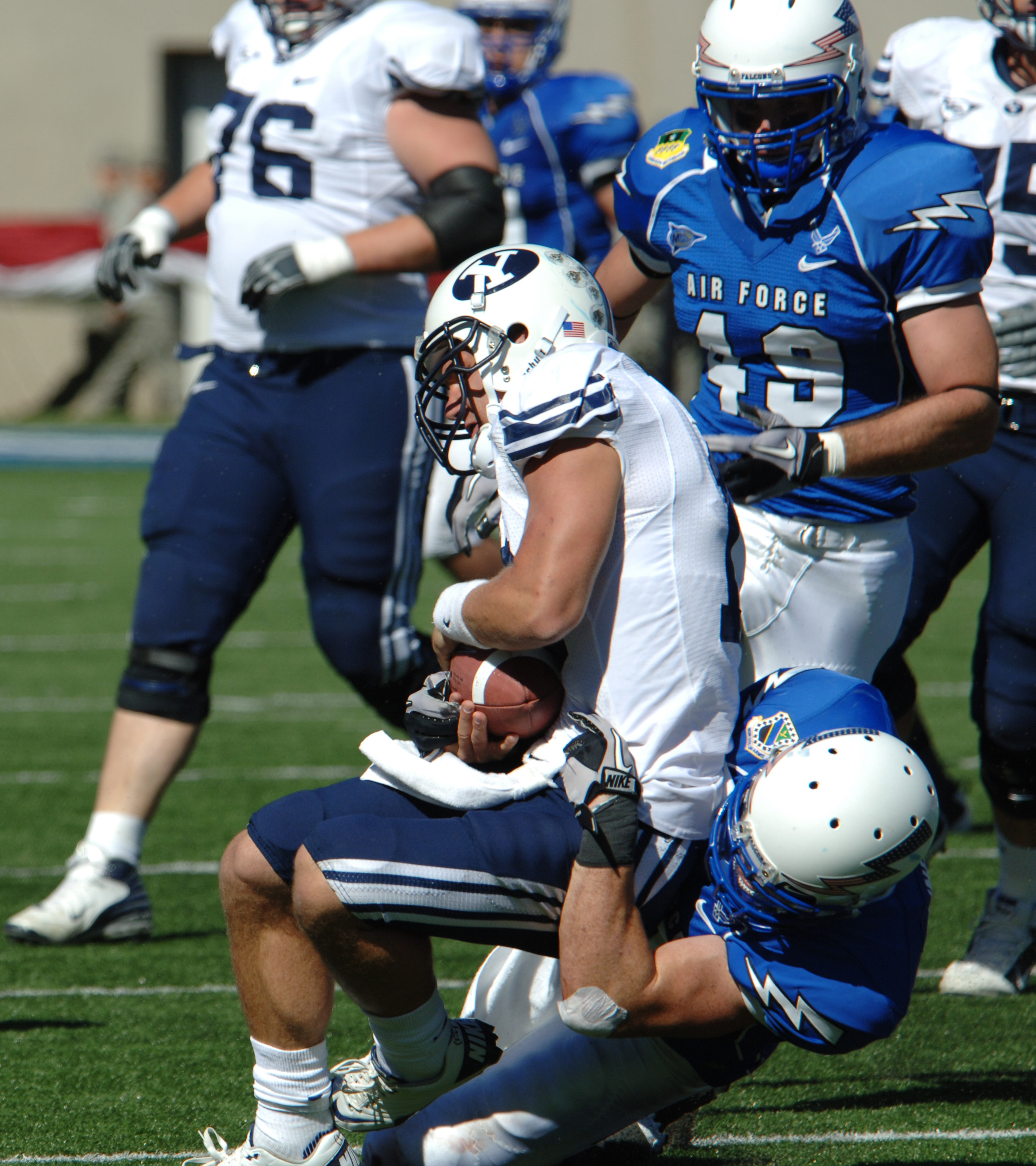
Un rerequart just en el moment en què pateix un sac.

En futbol americà, un sac, en anglès sack, és una jugada en la que el jugador que té la pilota (normalment el rerequart), i que està situat darrera de la línia de scrimmage, es placat abans que pugui fer una passada, perdent iardes.
Aquesta jugada succeeix quan els jugadors de la defensa fan el que es diu pass rush, que és el fet de intentar avançar cap a la ofensiva per intentar arribar a la posició del rerequart. Si algún d'aquests jugadors aconsegueix arribar i placa el rerequart abans que aquest pugui fer la passada es produeix el sac. Després del sac, l'equip atacant haurà perdut un intent i iardes, per què la nova línia de scrimmage estarà situada on hi ha hagut el sac.
El sac i la intercepció són les jugades defensives més valorades, per què no només tenen un guany immediat (en iardes i possessió), també afecten moralment l'equip atacant.